# Xfinity Mobile Arena
Xfinity Mobile Arena, tidigare Corestates Center, First Union Center, Wachovia Center och Wells Fargo Center, är en sportarena som ligger inom byggnadskomplexet South Philadelphia Sports Complex i Philadelphia, Pennsylvania i USA. Hemmaplan för bland annat NHL-ishockeylaget Philadelphia Flyers och NBA-laget Philadelphia 76ers.

## Historia
Arenan blev klar den 14 september 1994 på den plats där John F. Kennedy Stadium tidigare stod. CoreStates Center (som arenan hette då) kostade $206 miljoner att bygga och större delen av kostnaden var privat finansierat (trots att staden hjälpte till att betala för den lokala infrastrukturen).
Arenans ägare Comcast Spectacor meddelade den 27 juli 2010 att arenan kommer med omedelbar verkan byta namn från Wachovia Center till Wells Fargo Center. Den 14 augusti 2025 meddelades det att arenan kommer heta Xfinity Mobile Arena fram till 2031.